# Les anarchistes (cançó)
Les Anarchistes (en català: Els anarquistes) és una cançó interpretada per Léo Ferré qui n'és l'autor de la lletra i de la música. La cançó figura a l'àlbum L'été 68, aparegut l'any 1969.
La cançó ha estat versionada per Josette Kalifa, Marc Ogeret, Nilda Fernández i Serge Utgé-Royo.
Existeix una traducció al català cantada per Xavier Ribalta: Els anarquistes.